# Skywalker Sound
Skywalker Sound è un'azienda specializzata in effetti sonori, montaggio del sonoro e delle musiche e progettazione di nuovi formati audio fondata nel 1975, parte di Lucasfilm (fondata da George Lucas), sussidiaria di The Walt Disney Company.
All'inizio l'azienda era nota col nome di Sprocket System, il suo nome viene cambiato nel 1987 in Skywalker Sound.
Il suo staff di sound designer e sound editing ha vinto, oltre ad aver ricevuto anche alcune nomination, più volte i premi Oscar per il "miglior sonoro" e per il "miglior montaggio del sonoro", a partire dalla saga di Guerre stellari, per la quale venne appositamente creata, come anche la Industrial Light & Magic, nel 1977. In quell'anno, Ben Burtt vinse uno speciale Oscar per i risultati raggiunti, dal momento che ancora non era stata creata la categoria per il "miglior montaggio del sonoro".
L'azienda è situata nella "Lucas Valley", vicino Nicasio, California.
La sede dell'azienda è un modello di tecnologia avanzata e sofisticati sistemi di integrazione. Uffici, servizi editoriali, gli studi di registrazione e di elaborazione sono tutti contenuti dal centrale "Tech Building", che comprende anche grandi hall per ricevimenti, congressi, riunioni e cene, ed alcuni appartamenti abitati dai dipendenti, situati, però, leggermente staccati dall'area di lavoro.
L'ambiente di lavoro è dunque ideale, ma l'enorme competenza, il continuo aggiornamento tecnologico e la qualità dei prodotti e servizi della Skywalker Sound sono anche e soprattutto il frutto del personale altamente specializzato, tra i quali vanno ricordati alcuni supervisori come:
- Gary Rydstrom - sound designer: Jurassic Park, Terminator 2 - Il giorno del giudizio
- Christopher Boyes - sound designer: Pearl Harbor, trilogia cinematografica de Il Signore degli Anelli
- Richard Hymns - sound editor: Salvate il soldato Ryan, Hulk